# Янсеністські школи
Янсені́стські шко́ли — початкові школи-інтернати, які відкривали янсеністи — прихильники релігійного соціального руху 17 ст. у Франції, що перебували в опозиції до католицької ортодоксії й папства. Свою назву дістали від імені засновника янсенізму, голландського богослова Корнелія Янсенія. У своїх творах виданих у 1640 році «Сповідь» і «Про град Божий» — про одного з «вчителів церкви» Середньовіччя — Августина, він обґрунтував індивідуалізм та людську гідність, які виявляється в актах мислення.
У янсеністських школах навчалися діти 6-12 років, школи були дуже малими за кількістю учнів.
Програма янсеністських шкіл була порівняно широкою й передбачала вивчення рідної мови, французької, латинської і грецької мов, релігії, математики, фізики, риторики тощо.
Використовуючи притаманну для дітей допитливість і потребу в пізнанні навколишнього світу янсеністи розглядали її як «природний збуджуючий засіб», який дозволяє з успіхом виховувати і навчати без примусу. Навчання будувалося на принципах наочності, послідовності, свідомості, на визнанні самодіяльності учнів.